# Buránovskiye Bábushki
Buránovskiye Bábushki (en ruso: Бурановские бабушки) o Brangurtys' Pesianaiyós (en udmurto Брангуртысь песянайёс) son un grupo coral ruso de pop folclórico compuesto por mujeres de edad avanzada de la pequeña localidad de Buránovo, Udmurtia. De ahí que la traducción literal al español del grupo sea "Abuelas de Buránovo". La banda fue seleccionada para representar a Rusia en el Festival de Eurovisión 2012 en Bakú, Azerbaiyán tras ganar la preselección rusa con el tema "Party for everybody" ("Fiesta para todos").
El grupo está compuesto por ocho miembros, pero por normas del festival solo se permitió que actuasen seis como máximo sobre el escenario. Normalmente suelen cantar en idioma udmurto vestidas con traje regional.
Saltaron a la fama en Rusia en 2008, cuando un vecino de su localidad le propuso al grupo de amigas, hasta entonces conocidas en su distrito por cantar canciones folclóricas, que versionasen temas rock como "Let It Be" o "Hotel California" al udmurto. Los vídeos del grupo en YouTube consiguieron un éxito viral.
En 2010, probaron suerte por primera vez para participar en la edición de Eurovisión 2010 con el tema "Dlínnaya-dlínnaya berestá i kak sdélat iz nieyó aishón" ("Una corteza de abedul muy grande y cómo convertirlo en un turbante"), quedando terceras en la final nacional rusa.
El 22 de mayo de 2012 participaron y ganaron con un total de 152 en la primera semifinal de Eurovision 2012. El grupo de abuelas le dio a Rusia la primera victoria en una semifinal. En la final celebrada el 26 de mayo quedaron en el segundo puesto con 259 puntos, solo por detrás de la vencedora Suecia.

## Miembros
El grupo cuenta con la dirección de Olga Nikoláyevna Tuktariova.
Sus miembros son:
- Granya Baisárova (nacida en 1949)
- Alevtina Béguisheva (nacida en 1958)
- Zoya Doródova (nacida en 1940)
- Galina Kóneva (nacida en 1938)
- Natalia Pugachova (nacida en 1935, falleció el 26 de octubre de 2019 con 83 años)[6]
- Valentina Piátchenko (nacida en 1937)
- Yekaterina Shkliáyeva (nacida en 1937)
- Yelizaveta Zarbátova (falleció el 13 de enero de 2014 con 87 años)
- Olga Tuktariova (nacida en 1968) – directora artística